# Aeshna palmata
Aeshna palmata е вид насекомо от семейство Aeshnidae.

## Разпространение
Видът е разпространен в Канада (Албърта, Британска Колумбия, Саскачеван и Юкон) и САЩ (Айдахо, Аляска, Аризона, Вашингтон, Калифорния, Колорадо, Монтана, Небраска, Невада, Ню Мексико, Орегон, Уайоминг, Южна Дакота и Юта).